# Loarn mac Eirc
Loarn de Dál Riata o, en gaèlic escocès, Loarn mac Eirc va ser un rei llegendari de Dál Riata que suposadament va viure en el segle v, i que va regnar entre el 474 i el 501 aproximadament. El poema Duan Albanach i el Senchus fer n-Alban, entre altres genealogies, anomenen el pare de Loarn, Erc, fill d'Eochaid Muinremuir. No hi ha registres ni tradicions de Loarn com a rei, i la seva importància principal es troba en el seu epònim, ancestre dels descendents del Cenél Loairn.
El Cenél Loairn controlava parts del nord d'Argyll, i tot el Firth de Lorn, molt probablement amb centre a Lorne, però potser també incloïa l'illa de Mull, Morvern i Ardnamurchan. Sembla que la capital del regne era Dun Ollaigh, prop de l'actual Oban. El centre religiós principal hauria estat Lismore, posteriorment la seu durant l'alta edat mitjana on residia el bisbe d'Argyll.